# Trodijelni dvozub
Trodijelni dvozub  (dvozubica, lat. Bidens tripartita) je uobičajena i raširena biljka iz porodice Asteraceae. Raste u većem dijelu Euroazije, te u sjevernoj Africi, i Sjevernoj Americi. Unešena je i u Australiju te na neke pacifičke otoke. U Rusiji, Kini i Tibetu se koristi kao ljekovita biljka.
Prokuhani mladi listovi ove biljke su jestivi.
Kod nas većinom raste uz potoke i rijeke te na vlažnim mjestima.

### Svojstva sukladno narodnoj medicini
- djeluje antiseptično
- steže
- potiče mokrenje
- regulira mjesečnicu
- zaustavlja krvarenje
- snižava povišenu temperaturu
- djeluje laksativno
- smiruje

## Sastav
Nadzemni dijelovi sadrže oko 50 mg% karotina i oko 70 mg% askorbinske kiseline,4,5 - 5,8% tanina,te 1,2 - 2,8 % flavonoida.Od makroelemenata sadrži u nadzemnim dijelovima (mg/g) 40,40 kalija,kalcija 11,40, magnezija 3,50 i o,20 željeza.Od mikroelemenata(mkg/g) sadrži 0,16 mangana,bakra o,45,cinka o,81,kobalta i kroma po 0,02,aluminija 0,14 ,vanadija i nikla po 0,08,selena4,17, stroncija 3,11,olova 0,03,bora 87,20.

## Podvrste
- Bidens tripartita subsp. comosa (A. Gray) A.Haines
- Bidens tripartita subsp. tripartita

## Vanjske poveznice
- Plants For A Future

|  | Zajednički poslužitelj ima još gradiva o temi Bidens tripartita |
|  | Wikivrste imaju podatke o taksonu Bidens tripartita             |